# Begonia cylindrica
Espèce
Begonia cylindrica est une espèce de plantes de la famille des Begoniaceae.
L'espèce fait partie de la section Leprosae.
Elle a été décrite en 1993 par Ding Ren Liang et Xiu Xiang Chen.

## Répartition géographique
Cette espèce est originaire du pays suivant : Chine.